# BOC (Unternehmen)
BOC (vormals auch The BOC Group) ist ein britisches Industriegaseunternehmen, das 2006 von seinem deutschen Konkurrenten Linde für 12 Mrd. Euro übernommen wurde. Die Marke BOC besteht weiter für das britische Industriegasegeschäft von Linde. Sie wird jedoch heute von Guildford aus geführt.

## Geschichte
Gegründet wurde das Unternehmen als Brin’s Oxygen Company Ltd. im Januar 1886, nachdem die beiden Brüder Arthur und León Quentin Brin 1880 mit der Aufbereitung von Sauerstoff begonnen hatten. Wichtigster Geldgeber war der Steinguthersteller Henry Sharp. 1887 stellte die Firma bereits 4.000 m3 Sauerstoff her.
Die Umbenennung in British Oxygen Company erfolgte 1906, die offizielle Verkürzung auf BOC im Jahre 1969. 1975 wurde die Gesellschaft in BOC International Ltd. umbenannt.
2000 baute BOC die weltgrößte Stickstoffanlage in Ciudad del Carmen in Campeche, Mexico.

### Übernahmen
Mitte der 1960er Jahre kaufte BOC den bedeutenden Schweißgerätehersteller Murex. Zu diesem Kauf gehörte ein Spezialmetallunternehmen, das Hartmetall- und Ferrolegierungen herstellte und Metalle veredelte.
1968 kaufte BOC Edwards High Vacuum. Dieser Kauf ergänzte das BOC-Portfolio um Vakuumpumpen, Elektronenstrahlschweißen, Dünnfilmbeschichtung und Gefriertrocknung.
1978 übernahm BOC den amerikanischen Hersteller Airco. 1982 kaufte BOC 43 % der Anteile am japanischen Industriegaseunternehmen OSK (Osaka Sanso Kogyo).